# Pariasaure
|  | Per a altres significats, vegeu «Pariasaures». |

Els pariasaures (Pareiasaurus, ‘llangardaix galta’ en grec) són un gènere extint d'anàpsids prehistòrics que visqueren al Permià. Feia aproximadament dos metres i mig de longitud. Se n'han trobat restes fòssils a Àfrica i Europa.